# Coelotes exaptus
Coelotes exaptus är en spindelart som beskrevs av Banks 1898. Coelotes exaptus ingår i släktet Coelotes och familjen mörkerspindlar. Inga underarter finns listade i Catalogue of Life.